# مارك لونش
مارك لونش (بالإنجليزية: Mark Lynch)‏ (2 سبتمبر 1981 بمانشستر في المملكة المتحدة - ) هو لاعب كرة قدم بريطاني في مركز الدفاع. لعب مع سانت جونستون وستوكبورت كونتي ومانشستر يونايتد ونادي روذرهام يونايتد ونادي سندرلاند وهال سيتي ويوفل تاون ونادي ألترينتشام.

## وصلات خارجية
- مارك لونش على موقع قاعدة بيانات كرة القدم.إي يو (الإنجليزية)
- مارك لونش على موقع Soccerbase.com (لاعب) (الإنجليزية)